# Enrique Ribelles Seró
Enrique Ribelles Seró (Puigvert de Lérida, 1 de febrero de 1934-ibídem, 19 de marzo de 2014) fue un futbolista español. Fichó por el Fútbol Club Barcelona en 1957 jugando cuatro temporadas. Con este equipo ganó dos ligas, una copa de España y una de Ferias. Alternaba la titularidad con el legendario Ladislao Kubala.  Después se marchó al Valencia CF donde estuvo otras cuatro temporadas, hasta 1965, ganando otras dos copas de Ferias.
Su debut en partidos de liga fue el 15 de diciembre de 1957 con el Fútbol Club Barcelona frente al Real Zaragoza (1-1).

## Palmarés
| Título         | Club                  | Año  |
| -------------- | --------------------- | ---- |
| Copa de Ferias | Fútbol Club Barcelona | 1958 |
| Liga           | Fútbol Club Barcelona | 1959 |
| Liga           | Fútbol Club Barcelona | 1960 |
| Copa de Ferias | Fútbol Club Barcelona | 1960 |
| Copa de Ferias | Valencia CF           | 1962 |
| Copa de Ferias | Valencia CF           | 1963 |

## Equipos
| Club                    | País   | Año       |
| ----------------------- | ------ | --------- |
| Unió Esportiva Lleida   | España | 1952-1956 |
| Fútbol Club Barcelona   | España | 1956-1961 |
| Valencia Club de Fútbol | España | 1961-1965 |
| Unió Esportiva Lleida   | España | 1965-1966 |